# Befordringsmiddel
Et befordringsmiddel er en genstand eller et system som anvendes til transport af varer, dyr eller personer. Befordringsmidler omfatter f.eks.:
- Køretøjer
- Fartøjer
- Luftfartøjer
- Ridedyr
- Rørledninger
- Rulletrapper
- Trillebør

| Naturvidenskab | Spire Denne naturvidenskabsartikel er en spire som bør udbygges. Du er velkommen til at hjælpe Wikipedia ved at udvide den. |